# Sarūn Maḩalleh
Sarūn Maḩalleh (persiska: سرون محله) är en ort i Iran.   Den ligger i provinsen Mazandaran, i den norra delen av landet, 140 km nordost om huvudstaden Teheran. Sarūn Maḩalleh ligger 8 meter över havet och antalet invånare är 112.
Terrängen runt Sarūn Maḩalleh är platt, och sluttar norrut. Runt Sarūn Maḩalleh är det tätbefolkat, med 286 invånare per kvadratkilometer. Närmaste större samhälle är Babol, 11,9 km nordost om Sarūn Maḩalleh. Trakten runt Sarūn Maḩalleh består till största delen av jordbruksmark.